# ماكسيم ماسون
ماكسيم ماسون هو كاهن كاثوليكي كندي، ولد في 15 أكتوبر 1867 في Mauricie ‏ في كندا، وتوفي في 2 أكتوبر 1960.